# Il y aura toujours des violons
Chansons représentant la France au Concours Eurovision de la chanson
L'Oiseau et l'Enfant
(1977) Je suis l'enfant-soleil
(1979)
Il y aura toujours des violons est une chanson interprétée par le chanteur français Joël Prévost et dirigée par Alain Goraguer pour représenter la France au Concours Eurovision de la chanson de 1978 qui se déroulait à Paris.
La chanson a également été enregistré par Joël Prévost en anglais, intitulée Somewhere, Sometime (« Quelque part, quelque temps »).

## Paroles et composition
La chanson est une ballade dans laquelle Prévost chante que, même s'il y a bien beaucoup de choses sur la vie qui peuvent être modifiés (une maison, une apparence, et ainsi de suite), « il y aura toujours des violons pour jouer les chansons d'amour ».

## Liste des titres
| A. | Il y aura toujours des violons           | Didier Barbelivien | Gérard Stern | 3:00 |
| B. | Raoul (hommage à Raoul de Godewarsvelde) | Joël Prévost       |              | 3:27 |

## Concours Eurovision de la chanson
Elle est intégralement interprétée en français, langue nationale, comme l'impose la règle entre 1976 et 1999. L'orchestre est dirigé par Alain Goraguer.
La chanson était passée onzième du concours, après Gemini qui représentaient le Portugal avec Dai-li-dou et avant José Vélez qui représentait l'Espagne avec Bailemos un vals. À l'issue du vote, elle a obtenu 119 points, se classant troisième sur vingt chansons.